# 沼田芸平
沼田 芸平（ぬまた うんぺい 1829年（文政12年）5月29日 - 1890年（明治23年）8月2日）は、明治時代の洋医師・政治家。大坂の緒方洪庵の適塾で学び、北信濃で最初の洋医となった。県会議員となっての活躍や、自由民権運動での指導者としての役割を果たした。

## 概要
信濃国下水内郡戸狩村（現在の長野県飯山市戸狩地区）の裕福な農家に生まれた。親の勧めがあり幼少から医学に修練した。10代で医師になるために信州飯山から下野国（現在の栃木県）で漢方医学、江戸で漢詩・経史・蘭学などを学び、さらに大坂まで渡って緒方洪庵の適塾で西洋医術を修めた。
適塾時代の同僚には福沢諭吉があり「福翁自伝」に数カ所その名が見られる。医術を修めた後は中央での軍医の勧めを断り故郷飯山にて開業医となって両親と余生を過ごし長野県会議員としても地域貢献に尽くした！

## 青少年期
実家は農家を主として酒造業・薬種屋も営む裕福な家庭であった。幼い頃は幼名を敬助といい、同じ戸狩出身の飯山藩医である石田順英に医道を学ぶ。天保5年（1834年）15歳で下野国の漢方医である島圀手から数年間漢方医学と儒学を習った。島家において江戸の詩人小野湖山との交流があり江戸遊学につながっている。
江戸では神田の玉地吟社（ぎょくちぎんしゃ）と呼ばれる漢詩の集いへ参加しており、漢詩人の梁川星巌や古川節蔵と交流している。ここで儒学者である安井息軒に出会い経史を習った。
同時期に江戸にいた佐久間象山から蘭学を習っている。佐久間象山は1840年に起きたアヘン戦争によって混沌となっていた海外情勢を学ぶべく松代藩主真田氏より命ぜられ、弘化元年（1844年）にオランダ語から、オランダの自然科学書、医書、兵書などの精通に努めていた時期であった。その頃の象山に学ぶ機会を得ていた芸平は、蘭学ばかりでなく欧州先進国からの医学を学ぶべき旨を諭されており、日本の解剖学の基礎を築いた緒方洪庵の適塾を紹介されている。弘化2年（1845年）20歳を過ぎた時に幼名から諱（いみな）である芸平（うんぺい）に改めた。

## 大坂適塾時代
大坂の緒方洪庵の適塾には安政3年（1856年）10月14日、27歳の時に門人となった。ここで文久3年（1861年）の33歳で信州飯山へ戻るまでの5年間、解剖外科を基本とする西洋医学に打ち込んだ。適塾では慶應義塾を開いた福沢諭吉をはじめ、日本の衛生思想を広めた長与専斎など、様々な西洋外科医との親交を結び友人となった。

### 3人兄弟のエピソード
沼田芸平・福沢諭吉・長与専斎の3人は相談をして各々の雅号をつけたり、塾生等から「3人兄弟」と呼ばれたりする位仲がよかった。福沢諭吉は「雪池」、長与専斎は「松香」、芸平は「世遠」を雅号としている。
芸平は福沢諭吉が『福翁自伝』に記した「熊の解剖」について思い出話を語っている。諭吉が適塾の塾頭の時に、薬種屋が適塾の学生に解剖をやらせ「肝さえあれば用なし」と帰ってしまった。この態度を知った適塾の学生たちは薬種屋を許せず襲撃事件を引き起こした。これを聞いた緒方洪庵は学生の乱暴狼藉に激怒した。乱暴を働いた件の謝罪をする事になるが誰も応ずるものがなく、塾頭であった福沢諭吉が責任を果たさなければならず3人兄弟で協議をした。この時に芸平は字がうまかったため、詫び状を書かされたということであった。「字が上手なおかげで、こんな役をさせられて馬鹿馬鹿しかった」と述べている。
緒方洪庵は3人に向けて、「福沢は学者が良いだろう、沼田は数学の知識に欠けるから医者になれ、長与は記憶があやしく医者の見込みはない」と言った。長与は家が代々医者であり「是非医者にしてください」と嘆願した。福沢と沼田はこれを気の毒に思って特に先生に頼んで長与は医学の許しを得たという。
長与が衛生局長となった時に沼田はその成功を祝った。長与は沼田が田舎に退いたことを惜しんだ。これを聞いた福沢は「沼田は中央にあれば長与以上の仕事をしただろうが、失敗も必ず大であっただろう」と笑ったと言う。

### 帰郷の決意
芸平が飯山に戻る決意をした際は友人から「君が中央にあれば、日本国中に名を成す人になるが、田舎にひっこめば、あたら才能が埋もれてしまう」と諌められ海軍の軍医になることを勧められている。しかし、芸平の帰郷の決意は固かった。師である緒方洪庵からは「地方文化の開花の先達になれ」との言葉を受けた。適塾の医学修行のあとには、知り合った熊本藩医である寺倉周偵や、下総国佐倉藩医の佐藤尚中（順天堂病院初代院長）などのもとへ訪ねたりし交流を続けた。

## 信州飯山時代
文久3年（1861年）芸平は親の希望を叶え故郷である信州飯山に戻った。沼田病院を開き地元住民への医療活動に勤めて、明治11年（1878年）には長野県議会議員となっている。明治12年（1879年）に飯山の寿と照里の両村で青年会が討論会を行っている。長野県において、青年会があったのはこの2つの村だけであった。これは、沼田芸平と平井三斧の両県会議員が指導したものである明治13年（1880年）に長野県初の政治結社「寿自由党」が飯山の顔戸村開成所に集う若者たちにより立ち上げられた。芸平は自由民権運動を担う若者たちへの指導をしたり、明治期の新しい文明・文化などを教えている。
明治23年（1890年）8月2日、62歳で病になりその生涯を閉じた。明治44年（1911年）、信州飯山の長峰神社の境内にて、長男の英之介、高弟の北沢量平、足立幸太郎などが発起人となって頌徳碑（しょうとくひ）が建立されている。
この頌徳碑（沼田世遠翁墓碑銘）には碑文が記されており、本記事に記載している沼田芸平の生涯についてが漢詩調にて彫られている。